# A pápa ördögűzője
A pápa ördögűzője (eredeti cím: The Pope's Exorcist) 2023-ban bemutatott amerikai természetfeletti horrorfilm, melyet Julius Avery rendezett. A forgatókönyv Gabriele Amorth katolikus pap két könyve – An Exorcist Tells His Story (1990) és An Exorcist: More Stories (1992) – alapján készült, melyekben az általa végrehajtott, több tízezernyi ördögűzésről számol be. Amorth szerepében Russell Crowe látható, egyéb fontosabb szerepekben Daniel Zovatto, Alex Essoe és Franco Nero tűnik fel.
A film több országban 2023. április 6-tól került a mozikba, az Amerikai Egyesült Államokban és Kanadában április 14-én mutatták be. Bevételi szempontból jól teljesített, de vegyes kritikákat kapott.

## Cselekmény
A cselekmény Gabriele Amorth ördögűző tevékenységét mutatja be, melynek során egy több évszázados vatikáni összeesküvést is leleplez.

## Szereplők
| Színész                 | Szerep                  | Magyar hang         |
| ----------------------- | ----------------------- | ------------------- |
| Russell Crowe           | Gabriele Amorth atya    | Rába Roland         |
| Daniel Zovatto          | Esquibel atya           | Ágoston Péter       |
| Alex Essoe              | Julia                   | Majsai-Nyilas Tünde |
| Franco Nero             | A pápa                  | Ujréti László       |
| Laurel Marsden          | Amy                     | Hermann Lilla       |
| Peter DeSouza-Feighoney | Henry                   | Peregovits Dániel   |
| Cornell John            | Lumumba püspök          | Kőrösi András       |
| Ryan O'Grady            | Sullivan bíboros        | L. Nagy Attila      |
| Ralph Ineson            | Asmodeus démon (hangja) |                     |

## Fordítás
- Ez a szócikk részben vagy egészben  a   The Pope's Exorcist című angol Wikipédia-szócikk fordításán alapul.  Az eredeti cikk szerkesztőit annak laptörténete sorolja fel. Ez a jelzés csupán a megfogalmazás eredetét és a szerzői jogokat jelzi, nem szolgál a cikkben szereplő információk forrásmegjelöléseként.